# 크래비티 파크
크래비티 파크는 4월 14일 데뷔한 스타쉽 엔터테인먼트의 9인조 보이그룹 크래비티의 자체 예능이다.

## 에피소드
- EP.00
- EP.01
- EP.02
- EP.03
- EP.04
- EP.05
- EP.06
- EP.07
- EP.08
- EP.09
- EP.10 (시즌2)
- EP.11
- EP.12